# Оскар I
Оскар I (швед. Oscar I; 4 липня 1799 — 8 липня 1859) — король Швеції та Норвегії з 1844 до 1859 року. Походив з династії Бернадотів.

## Життєпис

### Внутрішня політика
Був сином генерала Жана Бернадота (в майбутньому наполеонівського маршала і короля Швеції Карла XIV) та колишньої нареченої Наполеона Дезіре Кларі. Коли Оскар І після смерті Карла XIV Юхана 1844 року перебрав трон, його влада тільки формально обмежувалася членами Державної ради, що їх він, як і його батько, призначав сам, не радячись із риксдагом. Але своє сильне становище він використав для зовсім іншої політики.
Становище бідних було однією з найбільших проблем Швеції XIX ст., і після проголошення Оскара І королем одним із найважливіших пунктів нової урядової програми стала реформа в галузі допомоги бідним. У «Законі про допомогу бідним» 1847 року було записано, що «кожна парафія і кожне місто зобов'язані годувати своїх бідних». Так уперше соціальні зобов'язання суспільства були чітко визначені законом.
У галузі соціальної політики Оскара І особливо цікава проблема утримання в'язнів. У своїй книжці «Про покарання і в'язниці» він змальовує умови в тюрмах, різко виступає проти принизливої прилюдної кари і пропонує запровадити систему камер. Він був одним із перших, хто закликав до гуманного ставлення до в'язнів. Протягом 1840-х років його книжка була перекладена норвезькою, німецькою, англійською, французькою, данською та італійською мовами. Оскар І і Швеція в такий спосіб стали ініціаторами проведення реформ пенітенціарної системи далеко за межами своєї країни.
Іншою галуззю ліберальних реформ, у якій Швеція вела перед і в яку зробив великий внесок король, була рівноправність чоловіків та жінок. Першим кроком стало запровадження права жінок на спадок. Законопроєкт, який представили ліберали 1845 року і підтримали три нижчі стани в риксдазі, зустрів шалений опір з боку аристократів. У цьому становищі вирішальною виявилася позиція короля. Другим кроком у цьому напрямку, здійсненим 1858 року, було узаконення права неодружених жінок вважатися відповідальними перед законом, починаючи з 25 років.
Однак найважливішою ліберальною реформою протягом правління Оскара І було скасування системи гільдій 1846 року. Доти гільдії володіли монополією на професії у своїй галузі. Віднині їх заміняли фабричні й робітничі спілки, відкриті для всіх. Так само скасовувалося монопольне право міст на ведення торгівлі. Вперше з часів середньовіччя, коли виникали міста, ремісники й торговці отримали свободу працювати в сільській місцевості, тобто поза межами міста.
За правління Оскара І сталося багато нововведень: серед них — залізниці, телеграф, поштові марки, десяткова система числення. Оскар І особисто підтримував багато нових ідей та винаходів. Ось один приклад.
Перша половина XIX ст. була добою спорудження каналів, зокрема у Швеції — спорудження Єта-каналу. Залізниці, збудовані протягом 1830-х - 1840-х років, задумували переважно як додаток до каналів. Вони мали проходити від шахт і заводів до найближчого каналу для подальшого транспортування продукції по воді. Оскар І один із перших усвідомив, що майбутнє за залізницями. За його ініціативою полковникові Нільсу Ерікссонові доручено, з певними обмеженнями повноважень, розробити план розбудови державних залізниць. На підставі цих планів і при енергійній підтримці короля риксдаги 1854 і 1856 pp. прийняли постанову про спорудження магістралей — основи державної залізничної мережі. Було створено інфраструктуру, яка уможливила швидку індустріалізацію країни протягом останніх десятиліть XIX століття.

### Норвезькі справи
Від середини 1830-х по 1860-ті роки, позначена спробами замінити двозначні положення 1814 року новою угодою про унію, де було б чітко визначено взаємозв'язки двох країн та діяльність їхніх спільних органів. З цією метою після тривалих переговорів 1839 року був створений спеціальний комітет унії. Наслідком його праці був поданий 1844 року проєкт угоди нової унії. Проте норвежці її не прийняли, і зрештою, після нескінченних і безплідних дискусій.
Від самого початку було узгоджено, що резиденція короля унії міститиметься у Швеції, а в поправці до норвезької конституції восени 1814 року стверджувалося, що в Норвегії короля представлятиме королівський намісник. Цю умову, що її незмінно висували шведи, в Норвегії сприймали як одну з найвідчутніших ознак свого підлеглого становища в унії, тож постійно й наполегливо вимагади її скасування. 1854 року стортинґ навіть прийняв односторонню ухвалу про зміну цього неприємного для норвежців пункту в конституції, але король не затвердив її.
На той час ця проблема практично втратила вже свій сенс: від 1829 року посаду намісника або обіймав норвежець, або вона надовго лишалася вакантною. Коли 1855 року ця посада знов стала вакантною, Оскар І узагалі не призначив нового намісника; натомість зробив принца-наступника — майбутнього короля Карла XV — віце-королем Норвегії. Таке рішення норвежці сприйняли з великим задоволенням.

### Зовнішня політика
Після 1812 року шведська зовнішня політика перебувала в затінку Священного союзу, де порядкували австрійський канцлер Клеменс фон Меттерніх і російські царі. Ліберали різко критикували цю так звану «політику 1812 року». Але Оскар І, як і його батько, принаймні протягом перших років свого правління, дотримувалися цієї політики. Навіть ще під час мирних переговорів у Шлезвіґ-Гольштейнській війні 1848—1850 років Оскар І стояв на боці царя Миколи І, головним чином тому, щоб протистояти радикальному німецькому націоналізмові.
Проте особисті симпатії Оскара І були на боці противників шведської зовнішньої політики, тому він таємно, разом зі своїми помічниками, так званою «королівською камарильєю», робив заходи до переорієнтації зовнішньої політики, щоб звільнити її від консервативного проросійського напрямку, який 1812 року визначив ще його батько, Карл XIV Юхан. Це стало можливим тільки тоді, коли конфлікт між великими державами через Туреччину й панування на Босфорі призвів у 1853 році до Кримської війни між західними державами та Росією.
У цьому становищі Оскар І, зокрема з метою продемонструвати свою панскандинавську політику, почав переговори з Данією щодо спільного проголошення нейтралітету. Але ці ідентичні данська і шведсько-норвезька декларації нейтралітету, проголошені в грудні 1853 року, були виразно дружніми до західних держав. Скандинавські порти, за незначними винятками, залишалися відкритими для всіх чужоземних військових і торговельних суден. Водночас Оскар І таємно повідомив британському урядові, які порти на Балтійському морі могли якнайкраще служити базою для британського флоту.
Тому Оскар І був дуже розчарований, коли влітку 1854 року західні держави замість напасти на Росію на Балтиці зі своїх баз у шведських портах, спрямували головний удар проти севастопольської фортеці в Криму. Оскар І тоді скрушно зауважив, що замість «узяти велета за горло», тобто напасти на Санкт-Петербург, західні держави тільки «наступили йому на мізинець ноги».
За допомогою широкої пропаганди в британських та французьких газетах і обіцянки шведської підтримки Оскар І намагався схилити західні держави змінити свою стратегію. Його зусилля призвели до підписання 1855 року «Листопадового трактату», що означав остаточний розрив з Росією і проросійським напрямком у шведській зовнішній політиці.
Та проте Паризький мирний договір, підписаний незабаром, — частково як наслідок Листопадового трактату і загрози приєднання Швеції до війни на боці західних держав, розвіяв будь-які надії шведів на повернення Фінляндії чи принаймні Аландських островів. Сподівання Оскара І на великі зовнішньополітичні успіхи не збулися. Єдине, чого вдалося досягнути, це Аландської конвенції, за якою Аландські острови оголошено зоною миру і Росії заборонялося будувати на них військові укріплення.
У 1840-ві і 1850-ті роки великої популярності, особливо серед студентів і ліберальних кіл Данії та Швеції, набула ідея об'єднання скандинавських країн. Коли 1857 року, у зв'язку з хворобою Оскара І, країною почав правити його син, Карл XV, цей рух скандинавізму досяг своєї вершини. Студенти постійно влаштовували мітинги, у промовах і тостах мовилося про спільні інтереси скандинавських народів. Карл XV також перейнявся цією ідеєю. Об'єднання скандинавських країн стало важливою метою його зовнішньої політики.

## Родина
Дружина — Жозефіна (1807—1876), донька Євгена Богарне, герцога Лейхтенберзького та внучка Жозефіни Богарне
Діти:
- Карл (1826—1872), король Швеції і Норвегії
- Густав (1827—1852), герцог Упландський
- Оскар (1829—1907), король Швеції і Норвегії
- Євгенія (1830—1889)
- Август (1831—1873), був одружений з Терезою Саксен-Альтенбурзькою

## Цікаві факти
- Оскар був першим, хто завіз до Швеції шотландських сетерів[7];
- Пер Даніель Аттербум, шведський письменник, був учителем Оскара (тоді ще кронпринца) з німецької мови та літератури;